# Kornet (band)
Kornet var et svensk jazzrock-band, der spillede i 1970'erne. Gruppen bestod af:
- Stefan Bjorklund: Guitar
- Ake Sundqvist: Trommer
- Stefan Nilsson: Keyboard
- Anders Jonsson: Vibes
- Sten Forsman: Bas

De har udgivet pladerne (LP'erne):
- "Kornet" i 1975 (Manifest)
- "Fritt Fall" i 1977 (Manifest)
- "Kornet III" i 1979 (Pickup Records)